# Hendrik Borginon
Hendrik Borginon (Pamel, 2 november 1890 – Brussel, 2 januari 1985) was een Belgisch advocaat en Vlaams-nationalistisch politicus voor het Vlaamsche Front en vervolgens het VNV. In oktober 1917 stelde hij samen met Filip De Pillecyn het geschrift Vlaanderen's Dageraad aan den Yzer op, dat na de Eerste Wereldoorlog de blauwdruk van de Vlaamsgezinde politieke agenda zou worden.

## Jeugd
Borginon stamde uit een katholieke burgerfamilie uit Brabant. Hij werd jong wees. Zijn moeder overleed voor hij twee jaar werd. Zijn vader, die arts was, overleed toen Borginon 13 was. Hij volgde humaniora aan het Klein Seminarie van Mechelen en promoveerde in 1919 tot doctor in de rechten en licentiaat in de wijsbegeerte aan de Katholieke Universiteit Leuven.
Voor de Eerste Wereldoorlog was hij actief in de katholieke flamingantische beweging en maakte hij deel uit van de groep Taalgrens wakker!, met onder meer Jozef Goossenaerts, Philip Van Isacker, Adiel Debeuckelaere, Jules Spincemaille, Ernest Claes en Staf de Clercq. Samen met Staf de Clercq voerde hij in 1912 campagne voor zijn oom Gustave Borginon, die bij de parlementsverkiezingen van 1912 kandidaat was voor het Katholieke Vlaamsche Landsbond in het arrondissement Brussel.

## Eerste Wereldoorlog
Hendrik Borginon volbracht zijn militaire dienst in de Compagnie universitaire. Aan het einde van zijn universitaire opleiding brak de Eerste Wereldoorlog uit. Als soldaat was hij betrokken bij een gevecht in Namen en daarna belandde hij, via Rouen en Le Havre, in de Vesting Antwerpen en aan het IJzerfront. Wegens ziekte werd hij begin november 1914 overgebracht naar Calais, waar hij ongeschikt verklaard werd voor militaire dienst. Hij verbleef vervolgens tot in augustus 1916 achtereenvolgens in Londen en aan de Universiteit van Cambridge en de Universiteit van Oxford, waar hij colleges in verschillende vakken bijwoonde. Toen hij in augustus 1916 terug naar het front moest, hervatte hij daar de contacten met studenten uit wier acties de Frontbeweging ontstond. Samen met Filip De Pillecyn was Borginon de adjunct van Adiel Debeuckelaere, de leider of "ruwaard" van de Frontbeweging.
In oktober 1917 startte Borginon met De Pillecyn, in opdracht van de leiding, het clandestiene geschrift Vlaanderen's Dageraad aan den Yzer op, waarvan de eindredactie bij Borginon berustte. Hierin werd de ideologische grondslag van de beweging uiteengezet die ook na de oorlog invloed bleef uitoefenen, namelijk bij de bepaling van de ideologische achtergrond van de Frontpartij. Het stuk bepleitte de federalisering van België en eiste amnestie voor de activisten. 
Hoewel nog geen advocaat, trad Borginon, samen met meesters de Groeve en de Jongh, begin 1918 op als verdediger van veertien soldaten die terechtstonden voor desertie. Zijn pleidooi baarde veel opzien door te stellen dat niet de veertien militairen, maar de veertien Belgische ministers in Le Havre de ware schuldigen waren. Ook was hij de verdediger van andere soldaten die vervolgd werden. Tevens publiceerde hij zowel onder zijn naam als onder de schuilnaam Zander scherpe bijdragen waarin duidelijk werd dat de opvattingen van de Frontbeweging afweken van die van de stroming van Frans Van Cauwelaert en het Vlaams-Belgisch Verbond.

## Interbellum en politieke loopbaan
Na de oorlog trad hij onmiddellijk op de voorgrond in de Vlaamse Beweging. Zo werd hij in januari 1919 even gearresteerd omdat hij als soldaat in uniform op een debatavond in Gent voor Vlaams zelfbestuur was opgekomen. Begin 1919 was Borginon eveneens medeoprichter van het Verbond der Vlaamse Oud-Strijders. In juli 1920 was hij samen met Frans Van Cauwelaert advocaat van activist Lodewijk Dosfel tijdens diens geruchtmakende proces. Ook verdedigde Borginon andere activisten, zoals Albert D'Haese en Wies Moens. In de eerste helft van 1919 onderhandelden hij en andere leiders van de Frontbeweging met de gematigde flaminganten rond Frans Van Cauwelaert, maar door het vasthouden aan het pluralistische Godsvredeprincipe en de eis tot zelfbestuur, bleek een akkoord niet mogelijk ondanks uitzicht op verkiesbare plaatsen. Borginon twijfelde ook aan de wenselijkheid van het afzonderlijke politieke optreden van de Vlaams-nationalisten omdat hij geloofde dat de Frontpartij een tijdelijk karakter had en haar doelstellingen zonder onafhankelijke partij kon realiseren.
Bij de verkiezingen van 1919 was Borginon kandidaat voor de Frontpartij in het arrondissement Aalst. Omdat de Frontpartij een kartel had gesloten met de Christene Volkspartij behaalde de lijst twee zetels in de Kamer van volksvertegenwoordigers en werd Borginon vanop de tweede plaats met 724 voorkeurstemmen verkozen. Wegens een stemafspraak moest Borginon zijn zetel afstaan aan de Daensist Jan-Baptist De Neve, maar die wenste niet te zetelen waardoor Borginon zijn zetel alsnog mocht behouden. Toen hij hetzelfde jaar tot doctor in de rechten promoveerde, vestigde hij zich als advocaat in Brussel, waar hij de rest van zijn leven bleef wonen. Bij de verkiezingen van 1921 stond hij op de tweede plaats van de Frontpartij-Kamerlijst in het arrondissement Brussel, maar hij raakte niet herkozen als volksvertegenwoordiger. 
In 1923 nam hij ontslag uit de partijraad van de Frontpartij en trok hij zich een tijdlang terug uit de actieve politiek. Borginon liet echter nog geregeld van zich horen. Zo trad hij in april 1924 op als verdediger in het ophefmakende proces van Remy de Man, die tijdens een Vlaamsgezinde betoging een Franstalige tegenbetoger had doodgeschoten. Ook was hij geregeld redevoerder bij de Leuvense afdeling van het Katholiek Vlaams Hoogstudentenverbond. In februari 1925 publiceerde Borginon in het Rechtskundig Tijdschrift het voorstel om het gerecht in Vlaanderen radicaal te vernederlandsen. In 1926 woonde hij als toeschouwer de plechtigheid bij waarbij de eerste paal van de IJzertoren werd geplaatst. 
In 1928 werd hij opnieuw politiek actief toen hij lid werd van het directorium van het Algemeen Vlaams Nationaal Verbond, een nieuwe katholieke Vlaams-nationalistische partij. Om het partijpolitieke Vlaams-nationalisme weer te doen herleven eigende het directorium zichzelf dictatoriale bevoegdheden toe. De Frontpartij was namelijk versplinterd geraakt in verschillende regionale groeperingen door de onoverbrugbare ideologische meningsverschillen tussen radicale antidemocratische Groot-Nederlanders en gematigde democratische federalisten. Borginon maakte deel uit van deze laatste groep, ook al noemde hij zichzelf een principieel Groot-Nederlander.
Omdat Borginon er niet in slaagde om het AVNV van de grond te krijgen, stond hij bij de verkiezingen van 1929 opnieuw op tweede plaats van de Vlaams-nationalistische Kamerlijst in het arrondissement Brussel en was hij eveneens kandidaat voor de Brabantse provincieraadsverkiezingen. Hij raakte niet verkozen in de Kamer, maar werd wel verkozen als provincieraadslid van Brabant, wat hij bleef tot in 1932. In 1931 vertegenwoordigde Borginon de stad Brussel in de hoofdraad van de pas opgerichte Vlaamsch Nationale Volkspartij, een poging om het democratische Vlaams-nationalisme te verenigen tegen het fascistische Verdinaso die echter mislukte. 
In 1932 werd Borginon als lijsttrekker verkozen tot volksvertegenwoordiger in het arrondissement Brussel, nadat Staf de Clercq wegens een overtreding van de kieswet van de lijst was geschrapt. Hij werd onmiddellijk aangesteld tot fractievoorzitter, waardoor hij nauw betrokken was bij de onderhandelingen die in oktober 1933 tot de oprichting van het Vlaamsch Nationaal Verbond leidde. Borginon aanvaardde een principieel Groot-Nederlands partijprogramma, maar wenste dat de Vlaamse politieke zelfstandigheid als uitgangspunt van de praktische politieke werking zou gelden  en probeerde de antidemocratische programmapunten te milderen. Bij de oprichting van VNV kreeg hij de functie van gouwleider van Brabant aangeboden, maar die weigerde hij. 
Omdat hij de parlementaire leider was van een partij waarvan hij de grondslagen afwees, kwam Borginon in een dubbelzinnige positie terecht. Hij nam verschillende keren ontslag uit de partij omdat voor hem de grens bereikt was, maar hij keerde telkens op zijn stappen terug. Wellicht omdat hij buiten het VNV geen politieke rol van betekenis kon spelen. Desondanks speelde hij een zeer actieve rol als VNV-fractieleider.   
Bij de verkiezingen van 1936 was Borginon lijsttrekker van de Kamerlijst van het Vlaamsch Nationaal Blok in het arrondissement Antwerpen. Hij raakte verkozen, maar de kartellijst deed het niet goed. Buiten Antwerpen haalde het VNV wel goede resultaten en bij de verkiezingen behaalde ook de andere fascistische partij Rex een goed resultaat, terwijl de Katholieke Partij zwaar verloor. In oktober 1936 sloten Rex en VNV een geheim samenwerkingsakkoord en onder de impuls van Borginon werd er in december 1936 een beginselakkoord gesloten met de Katholieke Vlaamse Volkspartij, dat in januari 1937 echter door de VNV-leiding werd getorpedeerd. In april 1938 nam hij ontslag als VNV-fractievoorzitter in de Kamer omdat hij het steeds moeilijker had met de autoritaire partijkoers, maar hij bleef wel loyaal aan zijn partij. Bij de verkiezingen van 1939 duwde Borginon de VNB-Kamerlijst in het arrondissement Brussel. Omdat hij niet herkozen werd, werd hij gecoöpteerd senator, wat hij bleef tot in 1946.

## Tweede wereldoorlog en collaboratie
Toen Staf de Clercq op 10 mei 1940 door de Belgische Staatsveiligheid werd opgepakt, onderhandelde Borginon met eerste minister Hubert Pierlot over diens vrijlating en die van alle andere opgepakte VNV'ers. Op 14 mei 1940 kregen Borginon en Edmond Van Dieren op de vergadering van de Vlaams-nationale parlementsleden de opdracht de regering naar Frankrijk te volgen om de belangen van de weggevoerde VNV'ers en de Vlaamse vluchtelingen te behartigen. Eveneens kreeg hij van minister van Openbaar Onderwijs Eugène Soudan het verzoek om onderwijs te organiseren voor de kinderen van de Belgische oorlogsvluchtelingen. Door de oprukkende Duitse troepen werden deze plannen echter verijdeld. Terug in België kreeg hij na de Franse capitulatie van een door het Comité van de secretarissen-generaal opgericht repatriëringscomité de opdracht in Frankrijk op zoek te gaan naar weggevoerden. Hij vertrok op 21 juli 1940 en kwam in Vichy in contact met de Belgische regering, waarvan verschillende ministers zijn opdracht steunden. In het gevangenkamp van Le Vernet d'Ariège kon hij de vrijlating en de terugkeer naar België bewerkstelligen voor 90 weggevoerde Belgen, waarvan heel wat Vlaams-nationalisten, rexisten en communisten. Borginon bleef in Frankrijk tot 13 augustus 1940 en hij had nog herhaaldelijk contact met Belgische ministers. 
Tijdens de zomer van 1940 onderhandelde hij samen met andere gematigde VNV'ers met het Belgische establishment om het Vlaams-nationalisme te betrekken bij een Belgische aanwezigheidspolitiek rond koning Leopold III. De voorwaarden hiervoor waren volgens Borginon de federalisering van het land en machtsposities voor Vlaamsgezinden. Hij was echter niet op de hoogte van het feit dat VNV-leider Staf de Clercq besloten had om samen te werken met de Duitse bezetter. Borginon speelde geen rol in de evolutie naar een onvoorwaardelijke collaboratie en hij liet aan de VNV-partijleiding weten dat hij geen voorstander was van deze politiek.
Zijn houding tegenover de collaboratie was echter dubbelzinnig. Zo ijverde hij achter de schermen voor de benoeming van Vlaamsgezinden in het gerecht. Hierbij was de aanstelling van een secretaris-generaal van Justitie die dit wilde bewerkstelligen cruciaal. Borginon ijverde voor de benoeming van Gérard Romsée in deze functie. Toen die uiteindelijk in april 1941 op Binnenlandse Zaken werd benoemd, beschouwde Borginon dit als een nederlaag. Vervolgens weigerde hij de functie van burgemeester van Brussel, omdat de VNV-leiding niet kon ingaan op zijn eis om uit de collaboratie terug te treden. Op 17 oktober 1941 aanvaardde hij wel de functie van rijkscommissaris voor de grote agglomeraties. In deze hoedanigheid ressorteerde hij onder Binnenlandse Zaken met als doel een eenmaking van een aantal Belgische steden te realiseren op basis van een plan dat door Hendrik Elias in een uitgebreid studierapport was uitgetekend. Een jaar later in oktober 1942 nam Borginon ontslag. In de loop van 1942 toen de krijgskansen keerden nam hij meer en meer afstand van de collaboratie en toen de VNV de Duitse verordening tot de verplichte tewerkstelling goedpraatte, nam hij in oktober 1942 definitief ontslag uit de partij.
Na de Bevrijding vluchtte Borginon niet en werd hij ook niet onmiddellijk gearresteerd. Hij probeerde zijn functie van senator terug op te nemen, maar hij werd onmiddellijk uit het parlementaire halfrond geweerd en in november 1944 werd hij ontheven van zijn parlementaire onschendbaarheid. Hij werd verdedigd door meester René Victor en op zijn proces kwamen socialistische politici Kamiel Huysmans en Eugène Soudan in zijn voordeel getuigen. Het Krijgshof van Brussel veroordeelde hem op 8 februari 1946 tot twintig jaar buitengewone hechtenis en tien miljoen frank schadevergoeding wegens collaboratie met de bezetter. Op 4 augustus 1949 werd hij vrijgelaten, wat een regeringscrisis veroorzaakte. Enkele jaren later werd hij gerehabiliteerd en werd hij als advocaat opgenomen in de balie van Antwerpen.

## Latere jaren
Na zijn vrijlating speelde hij geen directe partijpolitieke rol meer. Hij pleitte ervoor geen nieuwe Vlaams-nationalistische partij op te richten, maar via een brede beweging druk uit te oefenen op de traditionele partijen, en vooral dan de Christelijke Volkspartij (CVP). Bij de verkiezingen van 1949 steunde hij de verruiming van de CVP en wees hij de Vlaamse Concentratie af. In 1952 was hij betrokken bij de stichting van de Vlaamse Volksbeweging en hij werd eveneens actief in tal van niet-partijpolitieke Vlaamsgezinde initiatieven en organisaties. Hij was ook regelmatig actief als spreker op Vlaamsgezinde manifestaties. Vooral in de VVB was hij actief, waarbij hij optrad als specialist van de taalwetgeving. In 1958 leidde hij een VVB-werkgroep die het verzet tegen de talentellingen organiseerde en op het VVB-congres van 1965 pleitte hij voor federalisme. Ook werd hij in 1962 lid van het IJzerbedevaartcomité, waar hij vanaf 1966 verantwoordelijk was voor de toespraken van het comité. Van 1968 tot 1971 was hij voorzitter van het IJzerbedevaartcomité, een functie waarin hij ook ijverde voor federalisme en zich tevens inzette voor amnestie.
In november 1980 werd Borginon naar aanleiding van zijn 90ste verjaardag gehuldigd bij de viering van 75 jaar Vlaamse Beweging, in aanwezigheid van talrijke medestanders en prominenten. Op zijn uitvaart in 1985 waren opnieuw tal van prominenten aanwezig. Hij was de grootvader van voormalig Volksunie-voorzitter en Open Vld-politicus Fons Borginon.

### Biografie
- Gedenkboek Mr. Hendrik Borginon 1890-1990, Herdenkingscomité 100 jaar Hendrik Borginon, Brussel, 1991[4]